# Campeonato Mundial de Halterofilismo de 2013 - Até 56 kg masculino
A categoria até 56 kg masculino foi um evento do Campeonato Mundial de Halterofilismo de 2013, disputado no Salão do Centenário, em Breslávia, na Polónia, no dia 21 de outubro de 2013.

## Calendário
Horário local (UTC+2)
| Dia           | Horário | Fase    |
| ------------- | ------- | ------- |
| 21 de outubro | 14:00   | Grupo B |
| 21 de outubro | 19:55   | Grupo A |

## Medalhistas
| Prova     | Ouro                | Ouro   | Prata               | Prata  | Bronze               | Bronze |
| --------- | ------------------- | ------ | ------------------- | ------ | -------------------- | ------ |
| Arranque  | Long Qingquan (CHN) | 130 kg | Om Yun-chol (PRK)   | 127 kg | Thạch Kim Tuấn (VIE) | 126 kg |
| Arremesso | Om Yun-chol (PRK)   | 162 kg | Long Qingquan (CHN) | 157 kg | Thạch Kim Tuấn (VIE) | 157 kg |
| Total     | Om Yun-chol (PRK)   | 289 kg | Long Qingquan (CHN) | 287 kg | Thạch Kim Tuấn (VIE) | 283 kg |

## Recordes
Antes desta competição, o recorde mundial da prova era o seguinte:
| Recorde         | Tipo      | Atleta            | Peso   | Local     | Data                   |
| --------------- | --------- | ----------------- | ------ | --------- | ---------------------- |
| Recorde mundial | Arranque  | Halil Mutlu (TUR) | 138 kg | Antália   | 4 de novembro de 2001  |
| Recorde mundial | Arremesso | Om Yun-chol (PRK) | 169 kg | Pyongyang | 15 de setembro de 2013 |
| Recorde mundial | Total     | Halil Mutlu (TUR) | 305 kg | Sydney    | 16 de setembro de 2000 |

## Resultados
Os resultados foram os seguintes:
| Pos.              | Atleta                    | Grupo | Peso (kg) | Arranque (kg) | Arranque (kg) | Arranque (kg) | Arranque (kg)     | Arremesso (kg) | Arremesso (kg) | Arremesso (kg) | Arremesso (kg)    | Total (kg) |
| Pos.              | Atleta                    | Grupo | Peso (kg) | 1             | 2             | 3             | Pos.              | 1              | 2              | 3              | Pos.              | Total (kg) |
| ----------------- | ------------------------- | ----- | --------- | ------------- | ------------- | ------------- | ----------------- | -------------- | -------------- | -------------- | ----------------- | ---------- |
| Medalha de ouro   | Om Yun-chol (PRK)         | A     | 55,87     | 124           | 127           | 130           | Medalha de prata  | 162            | 170            | ---            | Medalha de ouro   | 289        |
| Medalha de prata  | Long Qingquan (CHN)       | A     | 55,44     | 126           | 130           | 132           | Medalha de ouro   | 157            | 157            | 163            | Medalha de prata  | 287        |
| Medalha de bronze | Thạch Kim Tuấn (VIE)      | A     | 55,84     | 126           | 130           | 131           | Medalha de bronze | 152            | 155            | 157            | Medalha de bronze | 283        |
| 4                 | Trần Lê Quốc Toàn (VIE)   | A     | 55,92     | 122           | 122           | 125           | 4                 | 153            | 157            | 159            | 4                 | 278        |
| 5                 | Lázaro Ruiz (CUB)         | A     | 55,99     | 117           | 122           | 126           | 5                 | 142            | 147            | 153            | 5                 | 275        |
| 6                 | Arli Chontey (KAZ)        | A     | 55,41     | 117           | 123           | 123           | 7                 | 135            | 140            | 145            | 7                 | 257        |
| 7                 | Mirco Scarantino (ITA)    | A     | 55,57     | 107           | 111           | 113           | 9                 | 135            | 141            | 145            | 6                 | 254        |
| 8                 | Asen Muradov (BUL)        | A     | 55,70     | 113           | 113           | 116           | 10                | 130            | 134            | 134            | 10                | 247        |
| 9                 | Josué Brachi (ESP)        | B     | 55,38     | 109           | 113           | 115           | 8                 | 133            | 136            | 136            | 11                | 246        |
| 10                | Enmanuel Rocafuerte (ECU) | B     | 55,35     | 103           | 106           | 108           | 13                | 132            | 134            | 136            | 8                 | 242        |
| 11                | Smbat Margaryan (ARM)     | B     | 55,53     | 100           | 104           | 107           | 11                | 132            | 140            | 140            | 13                | 239        |
| 12                | Teerasak Sriphat (THA)    | B     | 54,94     | 95            | 101           | 104           | 14                | 125            | 130            | 134            | 9                 | 238        |
| 13                | Walter Zurita (ECU)       | B     | 55,62     | 103           | 103           | 107           | 12                | 127            | 132            | 133            | 14                | 234        |
| 14                | Witoon Mingmoon (THA)     | B     | 55,52     | 95            | 100           | 104           | 16                | 125            | 130            | 133            | 12                | 233        |
| 15                | Kota Yomogi (JPN)         | B     | 55,82     | 96            | 101           | 104           | 15                | 112            | 112            | ---            | 17                | 213        |
| 16                | Timur Khassarov (KAZ)     | B     | 55,54     | 90            | 96            | 101           | 17                | 110            | 116            | 120            | 15                | 212        |
| 17                | İsmet Algül (TUR)         | B     | 55,33     | 90            | 95            | 98            | 18                | 105            | 111            | 115            | 16                | 210        |
| ---               | Carlos Berna (COL)        | A     | 55,61     | 115           | 118           | 120           | 6                 | 150            | 150            | 150            | ---               | ---        |